# 西安モノレール
西安曲江観光モノレール（せいあんきょくこうかんこうモノレール、英: Xi'an Qujiang Sightseeing Monorail）は、中華人民共和国陝西省西安市雁塔区曲江新区にあるモノレール路線である。また、西安曲江観光ライトレール（せいあんきょくこうかんこうライトレール）などの色々な呼び方がされている。
当路線は、南湖公園および付近の住宅区域を周回するループ線となっている。
2012年に当システムは落成していたが、2015年まで運行のための承認が得られなかった。2023年5月1日開業。

## 技術情報
多様性のあるP8/48の列車3編成は、スイス企業のインタミン社が製造したものである。
各列車とも48人の乗客を運搬可能である。
当路線は軌道が15メートル毎に支柱で支えられており、北大街との交差部分では代わりとなる吊り橋形が利用されている。